# Vojvodina Burgundija
Burgundsko vojvodstvo ali vojvodina Burgundija je zgodovinska pokrajina, ustanovljena v 10. stoletju. V 11. stoletju je postala fevd francoske krone. 1363 so ji zavladali vojvode iz rodbine Valoijcev, ki so jo z dodajanjem ozemelj razširili v upravno samostojno, gospodarsko napredno, kulturno vladavino, vrinjeno med Francijo in Sveto rimsko cesarstvo. 1477 so ostali brez moškega dediča, vladavina je razpadla in matična vojvodina je spet postala navadna kronska dežela.

## Uvod
Ob razpadu frankovske države koncem 9. stoletja sta na območju današnje zahodne Švice vse do vključno Provanse nastali dve  burgundski kraljevini: Spodnja (južna) in Zgornja Burgundija (severna). Spodnjo Burgundijo je 879 ustanovil grof Boso Vienski. Obe kraljevini sta se 947 združili in 1032, po smrti kralja Rudolfa III., ki ni imel otrok, pripadla nemškemu cesarstvu.
Neodvisno od teh dveh kraljevin je zahodno od Zgornje Burgundije, približno med Saono in gornjo Loaro, Rihard Autunski (†921), brat Bosa Vienskega,  ustanovil vojvodino Burgundijo. Njegovi nasledniki so bili protiigralci zahodno frankovskih Karolingov. Potem ko si je francoski kralj Robert II. Pobožni iz rodbine Kapetingov prisvojil ozemlje vojvodine Burgundije, jo je podelil v fevd svojemu sinu Henriku. Ko je ta 1031 postal francoski kralj, jo je predal bratu Robertu.

## Vladanje burgundskih vojvod iz rodbine Kapetingov (1031-1361)
Robert I. Stari je začetnik burgundskih vojvod iz rodbine Kapetingov (starejši rod vojvod Burgundskih). Bili so razumni in pragmatični vladarji, ki so deželo, ki so jo prejeli v dokaj anarhičnem stanju, uredili. S prodajo vazalstev, privilegijev, s taksami, s sodelovanjem z judovskimi in lombardskimi bankirji so  državo razvili in jo stabilizirali. Njihov dvor je bil miniatura kraljevega dvora v Parizu. Državo so upravno razdelili v pokrajine in v glavnem mestu Beaune ustanovil parlament po francoskem vzoru.
Za znanost, umetnost in kulturo sta vsekakor najpomembnejša benediktinski samostan v Clunyju, ki je prinesel reforme v cerkev in v njen odnos do posvetne oblasti, in cistercijanski samostan v Citeauxu z novimi metodami kmetovanja.
Robert II. (vladal 1271-1306) je odpravil drobljenje vladarske posesti na več naslednikov. A njegovi nasledniki so se soočili z obratno težavo: malo potomcev skozi nekaj generacij in njihove hitre smrti so privedle rodbino v položaj, da je bilo nasledstvo leta 1350 odvisno od  preživetja enega samega triletnega dediča. To je bil Filip I. Burgundski (*1346, †1361), poznan kot Philip de Rouvres, ki je po dedu (oče je umrl že 1346) in babici podedoval poleg fevda vojvodine Burgundije tudi grofijo Artois in svobodno grofijo Burgundijo. Dogodilo pa se je, da je Filip1361 šestnajstleten umrl za kugo brez potomcev. 1363 je francoski kralj Ivan II. iz rodbine Valoijskih izpraznjeni fevd podelil svojemu mlajšemu sinu Filipu, ki je začetnik mlajšega rodu vojvod Burgundskih.

## Vladavina burgundskih vojvod iz rodbine Valoijskih (1363-1477)
Filip II. Burgundski Drzni (vladal 1363-1404) je ozemlje svoje vladavine močno povečal 1384 s poroko z Margareto Flandrijsko, edino dedinjo v svoji družini. Priženil je grofije Flandrijo, Artois, Rethel, Nevers, in (kot fevd Svetega rimskega cesarstva) svobodno grofijo Burgundijo. 1390 se mu je ponudila priložnost, da je kupil grofijo Charolais. Kot regent svojega duševno neuravnovešenega nečaka kralja Karla VI. Norega je prišel v konflikt z njegovim bratom Ludvikom Orleanskim.
Filipov sin Ivan Burgundski Neustrašni (vladal 1404-1419), je nadaljeval očetovo regentstvo in vso pozornost usmerjal v pridobivanje vpliva na francoskem dvoru. Pri tem se je zapletel v pravo državljansko vojno s pristaši Ludvika Orleanskega, katerega je dal 1407 ubiti, in potem tudi sam postal žrtev političnega umora. 
S širjenjem burgundskega ozemlja je nadaljeval njegov sin Filip III. Burgundski Dobri (vladal 1419-1467), ki je za pridobivanje posesti uporabil vse možne načine, tudi začasno povezovanje z Angleži. 1429 je kupil grofijo Namur, 1430 je z dedovanjem pridobil vojvodini Brabant in Limburg. Z mirom v Arrasu, ki ga je ob posredovanju papeža sklenil 1435 s francoskim kraljem Karlom VII. Zmagovitim, je dobil formalno potrjene osvojitve, ki jih je pridobil ob sodelovanju z Angleži: (na severozahodu ob morju) grofijo Boulogne, (v Pikardiji) grofijo Ponthieu, mesta ob reki Somi ter del grofije Vermandois, dalje (ob vojvodini Burgundiji) grofiji Auxerre in Mâcon. S političnim pritiskom je dobil 1433 oblast nad grofijami Hainault, Holandija in Zeeland in 1443 z vojsko zavzel zastavljeno vojvodino Luksemburg.
Filipov sin Karel Burgundski Drzni (vladal  1467-1477) se je ves čas vladanja bojeval z naslednikom Karla VII. Ludvikom XI., ki si je prizadeval izničiti pogodbo iz Arrasa. Nasprotno je Karel Drzni želel burgundska ozemlja geografsko povezati v celoto, jih na vzhodu razširiti do Rena in jih povzdigniti v kraljevino. Na začetku je bil uspešen. 1469 je v zastavo dobil habsburška ozemlja ob zgornjem Renu (zgornja Alzacija, Breisgau) in si 1473 zagotovil nasledstvo v vojvodini Gelderland. Potem pa so se njegovi sosedje združili proti njemu. Po vrsti porazov je v januarju 1477 padel v pokolu pred Nancyjem, ne da bi zapustil moškega potomca.
Na tako različne načine zbrana ozemlja burgundske vladavine so bila fevdalno odvisna deloma od Svetega rimskega cesarstva, deloma od Francije, vendar fevdalni gospodarji na njih niso imeli realne moči. Po gospodarskem ustroju so bila zelo raznolika, od fevdalnega romanskega juga, do bolj urejenega in z mesti posejanega germanskega severa. Vojvode so, od Filipa Drznega naprej, stalno modernizirali upravo, centralizirali pobiranje davkov, najprej na gospodarsko uspešnejšem severu. Filip Dobri je začel po francoskem vzoru sklicevati skupščino deželnih stanov, ki se je v času Karla Drznega že redno sestajala. Modernizirali so vojsko. Karel Drzni je imel poleg vojske, zbrane na fevdalni način, tudi že stalno najemniško vojsko.
Z urejenostjo države se je krepilo gospodarstvo, bogatelo je meščanstvo, razvijala se je kultura in umetnost. V času Filipa Dobrega je bila burgundska država eno od glavnih kulturnih in umetniških središč Evrope. Dvor je bil vrhunec srednjeveškega blišča in ekstravagance ter vzor drugim monarhom.
Po smrti Karla Drznega se je njegova edina dedinja Marija Burgundska 1477 poročila s kasnejšim cesarjem svetega rimskega cesarstva Maksimilijanom I. Habsburškim. Zahtevo po nasledstvu je postavila tudi Francija. Bojevanje med obema stranema je 1493 pripeljalo do dogovora v Senlisu, po katerem je Francija dobila matično vojvodino Burgundijo, ki je bila odtlej francoska kronska dežela brez političnega pomena, in  Pikardijo. Politično, duhovno in kulturno dediščino burgundske vladavine so v naslednjih generacijah nadaljevali Habsburžani na avstrijskem in španskem dvoru. Viteški Red zlatega runa, ki ga je 1430 ustanovil Filip Dobri, je bil najvišje odlikovanje habsburškega dvora vse do leta 1918.